# Đồng bộ hóa

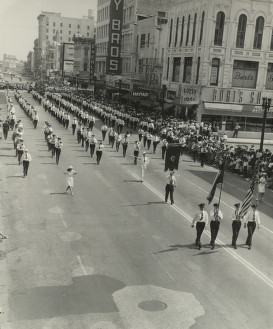
Lính cứu hỏa diễu hành trong một cuộc diễu hành

Đồng bộ hóa (tiếng Anh: synchronization) là sự phối hợp của các sự kiện để vận hành một hệ thống cùng một lúc. Nhạc trưởng của một dàn nhạc giữ cho dàn nhạc được đồng bộ hóa hoặc kịp thời. Các hệ thống hoạt động với tất cả các bộ phận đồng bộ được cho là đồng bộ (in sync hay synchronous) hay không đồng bộ (asynchronous).
Ngày nay, đồng bộ hóa thời gian (time synchronization) có thể xảy ra giữa các hệ thống trên khắp thế giới thông qua các tín hiệu điều hướng vệ tinh.

## Giao tiếp
Trong thuật ngữ kỹ thuật điện tử, đối với logic kỹ thuật số và truyền dữ liệu, một mạch đồng bộ đòi hỏi tín hiệu đồng hồ. Tuy nhiên, việc sử dụng từ "đồng hồ" (clock) theo nghĩa này khác với ý nghĩa thông thường của đồng hồ là một thiết bị theo dõi thời gian trong ngày; tín hiệu đồng hồ chỉ đơn giản là báo hiệu bắt đầu và/hoặc kết thúc một khoảng thời gian, thường là rất ít phút (tính bằng micrô giây hoặc nano giây), có mối quan hệ tùy ý với thời gian thiên văn, mặt trời hoặc mặt trăng hoặc với bất kỳ hệ thống đo lường nào khác của thời gian của phút, giờ và ngày.
Theo một nghĩa khác, các hệ thống điện tử đôi khi được đồng bộ hóa để làm cho các sự kiện ở các điểm cách xa nhau xuất hiện đồng thời hoặc gần đồng thời từ một quan điểm nhất định. (Albert Einstein chứng minh vào năm 1905 trong bài báo tương đối rộng đầu tiên của ông rằng thực sự không có những thứ như sự kiện hoàn toàn đồng thời.) Công nghệ chấm công như GPS vệ tinh và Network Time Protocol (NTP) cung cấp truy cập thời gian thực để một xấp xỉ gần với UTC thời gian và được sử dụng cho nhiều ứng dụng đồng bộ hóa trên mặt đất loại này.
Đồng bộ hóa là một khái niệm quan trọng trong các lĩnh vực sau:
- Khoa học máy tính (Trong khoa học máy tính, đặc biệt là điện toán song song, đồng bộ hóa đề cập đến sự phối hợp của các luồng hoặc quy trình đồng thời để hoàn thành một nhiệm vụ với thứ tự thời gian chạy chính xác và không có điều kiện chạy đua bất ngờ.)
- Mật mã
- Đa phương tiện
- Âm nhạc (nhịp điệu)
- Khoa học thần kinh
- Nhiếp ảnh
- Vật lý (Ý tưởng về tính đồng thời có nhiều khó khăn, cả về thực tiễn và lý thuyết.)
- Bộ tổng hợp
- Viễn thông